# Pluto och biet
Pluto och biet (engelska: Bubble Bee) är en amerikansk animerad kortfilm med Pluto från 1949.

## Handling
När Pluto är ute och leker med sin boll misstar han den för en tuggummiautomat. Samtidigt som han försöker öppna den flyger biet Spike in i automaten och tar ett tuggummi. Pluto följer efter biet och märker sedan att hela bikupan är full av tuggummi och bestämmer sig för att ta med sig några; något han inte skulle ha gjort.

## Om filmen
Filmen hade svensk premiär den 15 maj 1950 och visades på biografen Spegeln i Stockholm.

## Rollista
- Pinto Colvig – Pluto[5]